# Кудрявцев, Леонид Дмитриевич
Леони́д Дми́триевич Кудря́вцев (27 мая 1928, Закобякино, Ярославская губерния — 25 апреля 2019, Воронеж) — директор завода Воронежсинтезкаучук имени С. М. Кирова Министерства нефтеперерабатывающей и нефтехимической промышленности СССР (1961—1977, 1981—1998). Герой Социалистического Труда.

## Биография
Родился 27 мая 1928 года в селе Закобякино (ныне — в Любимском районе Ярославской области) в русской крестьянской семье.
В 1947 году окончил Ярославский химикомеханический техникум. С 1947 года работал на заводе «Воронежсинтезкаучук» имени С. М. Кирова мастером цеха. В 1949 году выезжал в командировку в Германию для изучения производства синтетических каучуков и сбора оборудования для поставок в СССР по репарациям. На основе полученных данных предложил новую технологию производства каучука, на основе его предложений был построен новый производственный цех, и Л. Д. Кудрявцев как инициатор был назначен начальником этого цеха. Затем работал на заводе заместителем главного инженера и главным инженером. В 1957 году окончил Всесоюзный заочный политехнический институт по специальности «Технология основного органического и нефтехимического синтеза» (квалификация — инженер, химик-технолог).
С марта 1961 года — директор завода. За период его руководства заводом предприятие было стабильным лидером отрасли, активно осваивало новейшие технологии производства и неуклонно увеличивало объёмы выпуска готовой продукции. Значительная часть продукции (до 50 %) шла на экспорт не только в социалистические, но и в развивающиеся и в экономически развитые капиталистические страны. Организовал строительство жилья для рабочих, объектов социально-бытового и культурного назначения, оздоровительных учреждений.
С октября 1977 года — директор Всесоюзного производственного объединения «Союзкаучук» Министерства нефтеперерабатывающей и нефтехимической промышленности СССР. С 1979 года — директор Воронежского шинного завода. С августа 1981 по сентябрь 1998 года — директор завода «Воронежсинтезкаучук» имени С. М. Кирова.
В конце 1980-х — начале 1990-х годов много сделал для выживания предприятия в условиях ликвидации плановой экономики и обрушения производственных связей. Пережив довольно значительное падение объемов производства, завод под его руководством в значительной доле восстановил утраченные объемы производства и вернулся на лидирующие позиции в отрасли. В 1989 году создал на заводе службу внешнеэкономической деятельности. За годы руководства заводом Л. Д. Кудрявцевым объём выпускаемых полимеров увеличился с 90 до 332,5 тыс. тонн в год, выпуск продукции в расчёте на одного работающего вырос в 2,4 раза (с 21 до 51 тонны в год), удельный вес продукции с государственным знаком качества был доведён до 90 %.
С сентября 1998 года советник генерального директора завода. С октября 2007 года на пенсии, жил в Воронеже.
Избирался (от Воронежской области) депутатом Совета Союза Верховного Совета СССР 9-го созыва (1974—1979).
Леонид Кудрявцев скончался 25 апреля 2019 года на 92-м году жизни, не дожив до своего дня рождения месяц.

## Память

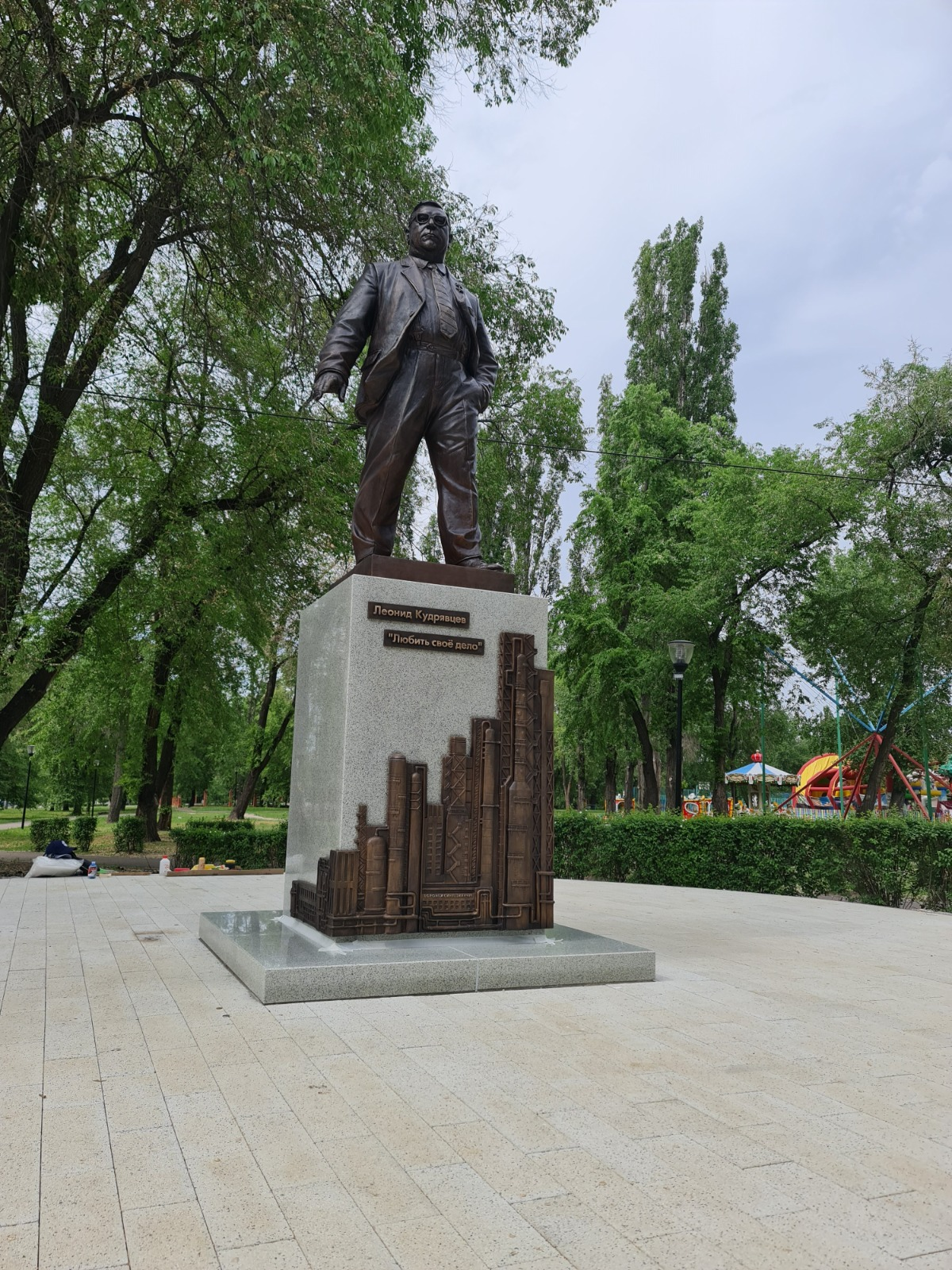
Памятник Л. Д. Кудрявцеву

В мае 2021 года в Южном парке Воронежа установлен памятник Л. Д. Кудрявцеву.

## Избранные труды
- Кудрявцев Л. Д. Воронежская гевея : Хроника Воронеж. завода синтет. каучука — ОАО «Воронежсинтезкаучук». — Воронеж. гос. ун-т, 2002. — 239 с. — ISBN 5-9273-0254-8[5]

## Награды
- Орден Трудового Красного Знамени (28.5.1966)
- Орден Ленина (20.4.1971)
- Орден Октябрьской Революции (11.2.1974)
- звание Героя Социалистического Труда с вручением ордена Ленина и золотой медали «Серп и Молот» (3.6.1986) — за выдающиеся заслуги в освоении выпуска новой продукции и выполнение задач одиннадцатой пятилетки[2]
- медаль «За доблестный труд»[1].